# Микрюков, Виталий Васильевич
Виталий Васильевич Микрюков (25 октября 1923, Селтинский уезд, Вотская АО — 4 апреля 1945, Вена) — участник Великой Отечественной войны, заместитель командира эскадрильи 897-го Кишинёвского истребительного авиационного полка 288-й истребительной авиационной дивизии 17-й воздушной армии, 3-го Украинского фронта, Герой Советского Союза, капитан. Член ВКП(б) с 1943 года.

## Биография
Родился 25 октября 1923 года в деревне Бикербей в семье крестьянина. Русский. Окончил 9 классов 25-й школы и аэроклуб в городе Ижевск.
В 1941 году окончил Краснодарскую военную авиационную школу пилотов. В действующей армии с июня 1943 года. Первые боевые вылеты совершил в район боёв за Одессу. На одесском направлении Микрюков сбил шесть фашистских машин и был удостоен ордена Красного Знамени.
17 августа 1943 года четвёрка наших истребителей, которые шли на прикрытие наших наземных войск в районе Изюма, была встречена шестнадцатью вражескими Ме-109. По команде младшего лейтенанта Микрюкова звено атаковало противника. В считанные минуты были сбиты три вражеских самолёта, а остальные были рассеяны. Четвёрка возвратилась на аэродром без потерь.

## Вылеты и боевой счёт
Капитан Микрюков к февралю 1945 года совершил 226 боевых вылетов. Из них 20 разведывательных, 99 на сопровождение штурмовиков и бомбардировщиков, 21 на свободную охоту и штурмовку, 86 на прикрытие наземных войск, переправ и районов базирования. Уничтожено: 49 автомашин, 2 паровоза, железнодорожный путеразрушитель, военный склад, до 50 солдат и офицеров противника, подавлено четыре зенитные установки, в 34 воздушных боях сбил 16 самолётов противника.
К моменту гибели выполнил 284 боевых вылета, провёл 44 воздушных боя, сбил 22 самолёта лично.

## Гибель
Согласно публикациям советских времён, 4 апреля 1945 года капитан В. В. Микрюков в составе четвёрки «Яков» был атакован 15 немецкими самолётами. Наши лётчики сбили 2 вражеские машины, но и Микрюков был тяжело ранен. Он попытался дотянуть до аэродрома, но в 7 километрах от него был вынужден совершить вынужденную посадку. Его доставили в свой полк, где он и умер от ран в тот же день.
В настоящее время установлено, что 4 апреля 1945 года капитан В. В. Микрюков погиб в результате несчастного случая — был убит выстрелом из пистолета лётчиком из другой части, Героем Советского Союза Александром Бондарем на аэродроме Традсдорф (Вена, Австрия). Похоронен на Аллее Славы у памятника Неизвестному матросу в Одессе.

## Память
- В 1968 году на аэродроме Ижевского авиационного спортивного клуба торжественно открыли памятник-стелу, где золотыми буквами написано: «Здесь начал свой путь в небо Герой Советского Союза Виталий Микрюков»[4].
- На школе № 25 Ижевска установлена мемориальная доска[6].

## Комментарии
1. ↑  Деревня Бикербей (Бекербей[1]), относившаяся к Копкинской (Кирчим-Копкинской) волости Малмыжского уезда Вятской губернии, в последующем входила в состав Копкинского сельсовета Селтинского / Ижевского уезда[2], не сохранилась; ныне — территория Селтинского района Удмуртии.